# Розенлихт, Максвелл
Максвелл Розенлихт (15 апреля 1924, Бруклин — 22 января 1999, Гавайи) — американский математик. Доктор наук (с 1950), профессор. Занимался алгебраической геометрией, алгебраическими группами и дифференциальной алгеброй.

## Биография
Ходил в школу в Бруклине. Окончил Колумбийский и Гарвардский университеты. Преподавал в США и за границей (в качестве приглашенного профессора).
С 1991 года на пенсии. В 1999 году скончался от неврологического заболевания во время поездки на Гавайи.

## Семья
В 1954 году женился. В браке родились четверо детей.

## Награды
- Премия Коула (1960, совместно с Сержем Ленгом)